# HC Berchem
HC Berchem is een mannen-handbalclub uit Berchem, Luxemburg. Het eerste herenteam komt uit in de hoogste Luxemburgse herencompetitie.
In 2011 wist de ploeg de finale van de Benelux Liga te bereiken, maar verloor deze van Volendam.

## Erelijst

### Heren
| Competitie    | Aantal | Jaren                                                                                    |
| ------------- | ------ | ---------------------------------------------------------------------------------------- |
| Nationaal     |        |                                                                                          |
| Landskampioen | 6x     | 1994-95, 1999-00, 2000-01, 2004-05, 2005-06, 2010-11                                     |
| Bekerwinnaar  | 10x    | 1979-80, 1982-83, 1993-94, 1996-97, 2002-03, 2004-05, 2006-07, 2008-09, 2009-10, 2017-18 |